# Squiddly Diddly
Squiddly Diddly (no Brasil, Lula Lelé) é uma série de desenho animado estadunidense criada por Hanna-Barbera. Exibida orignariamente em duas temporadas, período de 1965-1966, juntamente com os segmentos da Formiga Atômica e Esquilo sem grilo. No Brasil foi exibida pela Rede Globo durante os anos de 1970.

## Sinopse
A série apresenta a história sobre uma lula chamada Lula Lelé que vive em um aquário que sempre está tentando escapar para ser um grande compositor de música, mas o dono do aquário e administrador, o Chefe Winchley está sempre vigiando suas fugas.

## Personagens

### Lula Lelé
Ele é uma lula macho que sonha um dia em se tornar um grande compositor de música e viver fora do aquário, no qual seu chefe o mantém vivendo para exibição pública.

### Chefe Winchley
Chefe Winchley é o dono e o administrador de seu aquário. Ali mantém a Lula Lelé, que sempre quer escapar.

## Dubladores

### Nos Estados Unidos
- Lula Lelé: Paul Frees
- Chefe Winchley: John Stephenson

### No Brasil
- Lula Lelé: Orlando Prado
- Chefe Winchley: Dario Lourenço